# 白綺華
白綺華（日语：／，6月6日—），現寶塚歌劇團雪組娘役，暱稱 ，東京都港區人，曾就讀於東洋英和女學院高等部，身高162公分。

## 簡介
- 2021年，以第一名的成績畢業於寶塚音樂學校，進入寶塚歌劇團，107期生[2][3][4]；同期生有七彩はづき(現花組娘役)、藍羽ひより(現星組娘役)、詩花すず(現星組娘役)[3][4]。初次登台表演為宙組公演『シャーロック・ホームズ-The Game Is Afoot!- （夏洛克·福爾摩斯-The Game Is Afoot!-）』[3][4][5][6]，之後被分到雪組[7]。
- 2024年，在『ベルサイユのばら-フェルゼン編-(凡爾賽玫瑰-菲爾遜篇)』新人公演飾演マリー・アントワネット(瑪麗·安東妮)一角，這是她第一次擔任新人公演女主角[8][9]。

## 寶塚歌劇團時期

### 初舞台
- 2021年6-9月 宙組公演『シャーロック・ホームズ-The Game Is Afoot!- （夏洛克·福爾摩斯-The Game Is Afoot!-）』『Délicieux（デリシュー）!-甘美なる巴里-(Délicieux！－甜美的巴黎－)』[3][4][5][6]

### 雪組時期
- 2021年8-11月 『CITY HUNTER(城市猎人)』『Fire Fever!』[10]
- 2022年3-6月 『夢介千両みやげ(夢介千兩冤大頭)』『Sensational!(精彩繽紛!)』[11]
- 2022年7-8月 梅田藝術劇場『ODYSSEY（オデッセイ）-The Age of Discovery-(奧德賽號-發現的時代)』[12]
- 2022年10-12月 『蒼穹之昴』[13]
- 2023年2-3月 KAAT神奈川藝術劇場、梅田藝術劇場『海辺のストルーエンセ(海邊的施澤林特)』飾演:召使い(女僕)[14]
- 2023年4-7月 『Lilac（ライラック）の夢路(紫丁香之夢路)』新人公演 飾演:夢人(魔女)(正式公演:音彩唯) 『ジュエル・ド・パリ!!(Jewel de Paris!!/巴黎的寶石)』[15]
- 2023年8-9月 梅田藝術劇場、日本青年館 『双曲線上のカルテ(雙曲線上的診斷書，改編渡辺淳一原作小說「無影燈」)』飾演:アマーリア(阿瑪莉亞)[16]
- 2023年12月 寶塚大劇場『ボイルド・ドイル・オンザ・トイル・トレイル(沸騰的道爾踏上艱辛之路)』『FROZEN HOLIDAY（フローズン・ホリデイ）(冰雪假期)』[17]※寶塚大劇場新人公演取消
- 2024年1-2月 東京寶塚劇場 『ボイルド・ドイル・オンザ・トイル・トレイル(沸騰的道爾踏上艱辛之路)』新人公演 飾演:ロティ・ドイル(洛蒂·道爾)(正式公演:野々花ひまり)『FROZEN HOLIDAY（フローズン・ホリデイ）(冰雪假期)』[17]
- 2024年4-5月 相模女子大学グリーンホール(相模原市文化會館)、NHK大阪ホール(NHK大阪音樂廳)『ALL BY MYSELF』[18]※彩風咲奈個人演唱會
- 2024年7-10月 『ベルサイユのばら-フェルゼン編-(凡爾賽玫瑰-菲爾遜篇)』飾演:小公女 新人公演 飾演:マリー・アントワネット(瑪麗·安東妮)(正式公演:夢白あや)[19]＊第一次擔任新人公演女主角
- 2024年11-12月 東京建物Brillia HALL、梅田藝術劇場『愛の不時着(愛的迫降，翻拍自同名韓劇改編之韓國音樂劇)』飾演:イム・ソヨン[20]
- 2025年3-6月『ROBIN THE HERO(罗宾汉)』飾演:クインシー・オルコット(昆希・奧爾科特) 新人公演 飾演:エメット・ターナー(艾米特·特納)(正式公演:音彩唯)『オーヴァチュア!(序曲)』[21]
- 2025年8月 寶塚Bow Hall 『ステップ・バイ・ミー(站在我這邊)』※預定
- 2025年11月-2026年2月『ボー・ブランメル～美しすぎた男～(美男布魯梅爾)』『Prayer～祈り～(祈禱)』※預定

## 外部連結
- 寶塚官網白綺華簡介（页面存档备份，存于）